# Municipio de Fertile Valley
El municipio de Fertile Valley (en inglés: Fertile Valley Township) es un municipio ubicado en el condado de Divide en el estado estadounidense de Dakota del Norte. En el año 2010 tenía una población de 23 habitantes y una densidad poblacional de 0,13 personas por km².

## Geografía
El municipio de Fertile Valley se encuentra ubicado en las coordenadas 48°40′12″N 103°55′3″O / 48.67000, -103.91750. Según la Oficina del Censo de los Estados Unidos, el municipio tiene una superficie total de 178.46 km², de la cual 167,56 km² corresponden a tierra firme y (6,11 %) 10,9 km² es agua.

## Demografía
Según el censo de 2010, había 23 personas residiendo en el municipio de Fertile Valley. La densidad de población era de 0,13 hab./km². De los 23 habitantes, el municipio de Fertile Valley estaba compuesto por el 100 % blancos. Del total de la población el 0 % eran hispanos o latinos de cualquier raza.